# Заулин, Иван Александрович
Иван Александрович Заулин (1923-1995) — сержант Рабоче-крестьянской Красной Армии, участник Великой Отечественной войны, Герой Советского Союза (1944).

## Биография
Иван Заулин родился 16 января 1923 года в селе Леньково (ныне — Лысковский район Нижегородской области). Получил неполное среднее образование. Рано остался без матери, работал в колхозе. В январе 1942 года Заулин был призван на службу в Рабоче-крестьянскую Красную Армию. С мая того же года — на фронтах Великой Отечественной войны. Участвовал в Сталинградской битве, был ранен. После выписки из госпиталя освобождал Орёл и Чернигов. К сентябрю 1943 года гвардии сержант Иван Заулин командовал пулемётным отделением 2-й стрелковой роты 234-го гвардейского стрелкового полка 76-й гвардейской стрелковой дивизии 61-й армии Центрального фронта. Отличился во время битвы за Днепр.
28 сентября 1943 года Заулин в составе группы из девяти человек переправился через Днепр в районе села Мысы Репкинского района Черниговской области Украинской ССР и принял активное участие в захвате плацдарма на его западном берегу. Группа красноармейцев в течение суток удерживала занятые позиции, отражая ожесточённые вражеские контратаки. Когда погиб пулемётчик, Заулин заменил его собой, продолжив уничтожать противника пулемётным огнём. В бою он получил ранение в руку, но продолжал сражаться.
Указом Президиума Верховного Совета СССР «О присвоении звания Героя Советского Союза генералам, офицерскому, сержантскому и рядовому составу Красной Армии» от 15 января 1944 года за «образцовое выполнение боевых заданий командования по форсированию реки Днепр и проявленные при этом мужество и героизм» гвардии сержант Иван Заулин был удостоен высокого звания Героя Советского Союза с вручением ордена Ленина и медали «Золотая Звезда» за номером 4487.
Этим же Указом звания Героя Советского Союза были удостоены его сослуживцы Иван Петрович Болодурин, Генрих Иосипович Гендреус, Алексей Васильевич Голоднов, Георгий Гаврилович Масляков, Акан Курманов, Арсентий Васильевич Матюк, Василий Александрвич Русаков и Пётр Сергеевич Сафронов.
В боях за освобождение Мозыря Заулин вновь был тяжело ранен, из его тела врач извлёк 34 осколка. В течение семи месяцев лечился в госпитале. После выписки он был демобилизован. Проживал в родном селе, затем в Горьком (ныне — Нижний Новгород). Работал на Горьковском автомобильном заводе. Скончался 14 августа 1995 года, похоронен на Старо-автозаводском кладбище Нижнего Новгорода.
Был также награждён орденом Отечественной войны 1-й степени и рядом медалей.